# Rockar På
Rockar På är en DVD med Markoolio, utgiven 2002, med bland annat livekonsert och videor.

## Innehåll
- 1. Markoolio Konsert

Videor
- 2. Vi drar till fjällen
- 3. Åka pendeltåg
- 4. Sola och bada i Piña colada
- 5. Millennium 2
- 6. Gör det igen
- 7. Mera mål
- 8. Rocka på!
- 9. Vi ska vinna
- 10. Jag orkar inte mer

Karaoke
- 11. Mera mål
- 12. Jag orkar inte mer
- 13. Rocka på!

Bakom kulisserna
- 14. Rocka på! (Inspelningen)
- 15. Jag orkar inte mer (Videon)
- 16. Filmen om Nisse